# Клён широкий
Клён широкий (лат. Acer amplum) — вид деревьев рода клён, распространённый во Вьетнаме и Китае.

## Описание

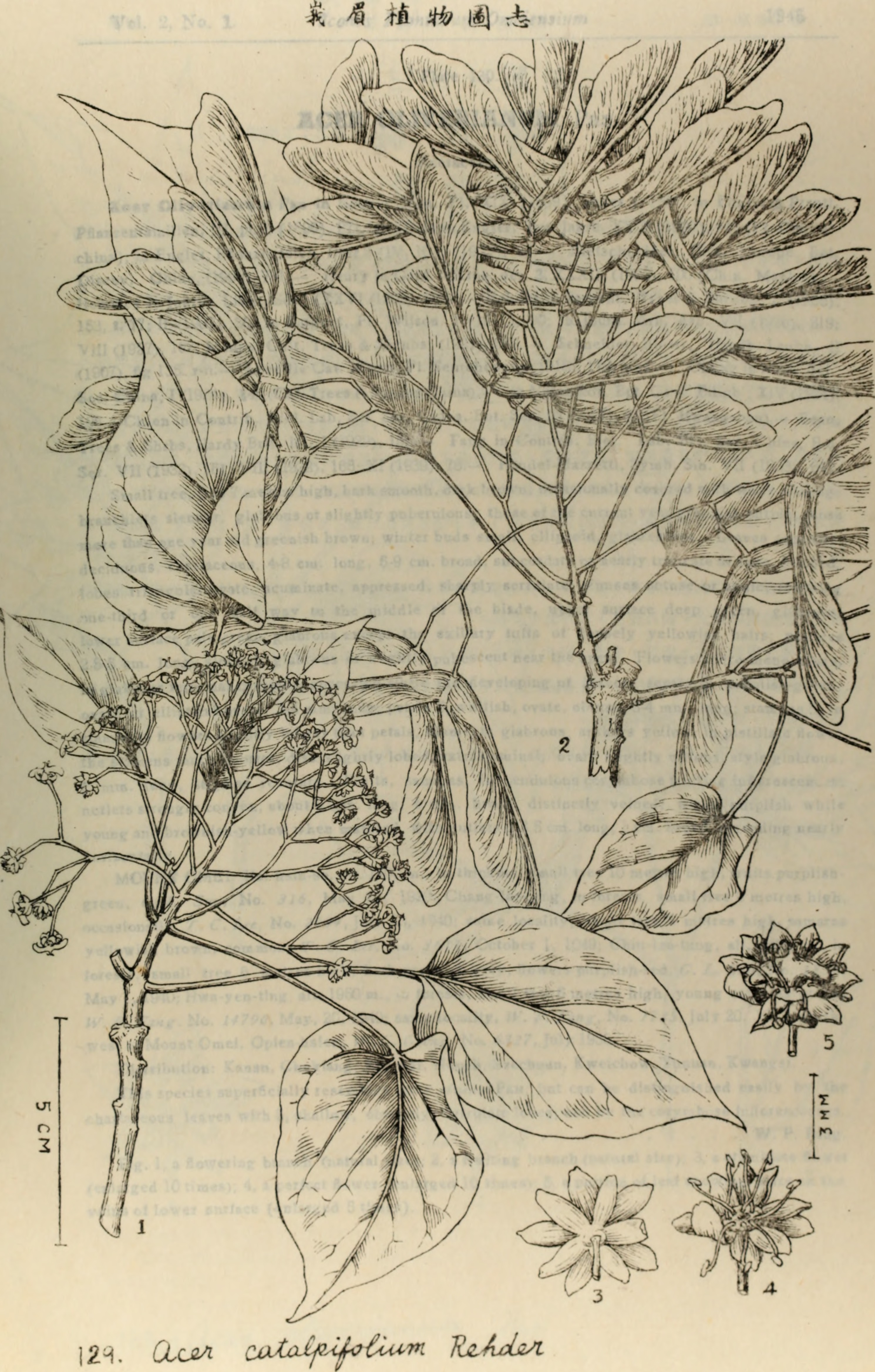

Листопадное дерево высотой до 25 м с гладкой корой коричневого или серого цвета. Молодые побеги голые, пурпурные или зеленоватые, со временем становятся сероватыми. Почки почти шаровидные, бледно-оливковые, чешуи почек по краю слегка реснитчатые, внутренние чешуи покрыты прижатыми рыжеватыми волосками.
Листья простые, бумагообразные, сердцевидные у основания или усечённые, с 3 или чаще 5 широкими короткими лопастями, резко заострёнными на верхушке, длиной 9–16 см и шириной 10–18 см. Верхняя сторона листьев гладкая, тускло-зелёная, с редкими желёзками, нижняя ярко-зелёная, гладкая, волосистая только в пазухах жилок. Черешки тонкие, длиной 7–10 см, слегка опушённые на верхушке.
Цветки собраны в почти сидячие крупные соцветия диаметром 12–15 см, цветоножки тонкие, превышают длину околоцветника. Цветки диаметром около 12 мм, чашелистики зеленовато-белые, лепестки белые. Плод — желтоватая или бледно-коричневая голая крылатка длиной 3,5–5,5 см и шириной около 1,2–1,5 см, расположены под тупым или почти прямым углом.

## Ареал
Вид распространён в южной и юго-восточной части Китая, включая провинции Аньхой, Фуцзянь, Гуандун, Гуанси, Гуйчжоу, Хубэй, Хунань, Цзянси, Сычуань, Юньнань, Чжэцзян, а также во Вьетнаме. Растёт в смешанных лесах на высотах от 500 до 2000 метров над уровнем моря.

## Таксономия
Вид близок к Acer cappadocicum, но отличается от него крупными почти сидячими соцветиями и листьями с широкими короткими лопастями.

### Подвиды
- Acer amplum subsp. amplum — Аньхой, Фуцзянь, Гуандун, Гуанси, Гуйчжоу, Хубэй, Хунань, Цзянси, Сычуань, Юньнань, Чжэцзян
- Acer amplum subsp. bodinieri (H.Lév.) Y.S.Chen — Гуанси, Гуйчжоу, Хунань, Юньнань, Вьетнам
- Acer amplum subsp. catalpifolium (Rehder) Y.S.Chen— Гуанси, Гуйчжоу, Сычуань
- Acer amplum subsp. tientaiense (C.K.Schneid.) Y.S.Chen — Фуцзянь, Цзянси, Чжэцзян